# Leucopis philoisos
Leucopis philoisos är en tvåvingeart som beskrevs av Tanasijtshuk 2003. Leucopis philoisos ingår i släktet Leucopis och familjen markflugor. Inga underarter finns listade i Catalogue of Life.